# プロトン・ペルダナ
ペルダナ (PERDANA)は、プロトンが製造販売している自動車である。

## 初代 (1995年 - 2010年)
1995年に発売。5代目三菱・エテルナをベースとし、内外装の小変更が施された。エンジンは三菱自動車工業の直列4気筒 2L 4G63型SOHC16バルブエンジンを搭載した。また、アンチロック・ブレーキ・システムやクルーズコントロールなどをプロトン車としては初めて装備したモデルとなった。
1997年にはマイナーチェンジが行われ、フロントグリルやインテリアのデザインが変更され、同時に新ボディカラーが追加された。
1999年には三菱自動車のV型6気筒 2L 6A12型DOHC24バルブエンジンが新たに搭載された。直4エンジン搭載モデルもしばらくは併売されたが、2000年からはV6エンジン搭載車のみのラインアップとなった。
2003年にはフェイスリフトが施され、フロントグリル、バンパーなどのデザインが変更された。同時に、リアドア部を25cm延長した「ペルダナV6エクゼクティブ (Perdana V6 Exective) 」が発売された。

## 2代目 (2013年 - 2020年)
2013年12月に政府公用車として販売を開始した。8代目ホンダ・アコード北米仕様(日本では5代目インスパイア)がベースとなる。
当初販売されたモデルの外観はアコードそのものであり、販売も政府機関等に限られたが、2016年6月のマイナーチェンジで外装が一新され、同時に一般向け販売が開始された。